# Kepler-45
Kepler-45 (или KOI-254) — звезда, которая находится в созвездии Лебедя на расстоянии около 1086 световых лет от Земли. Вокруг звезды обращается, как минимум, одна планета.

## Характеристики
KOI-254 — звезда 16,88 видимой звёздной величины; впервые упоминается в каталоге 2MASS под наименованием 2MASS J19312949+4103513. В настоящий момент более распространено наименование KOI-254 (аббревиатура «KOI» означает Kepler Object of Interest «объект интереса для телескопа Kepler»), данное исследователями, открывшими у звезды планету.
Звезда представляет собой тусклый и относительно холодный красный карлик, имеющий массу и радиус, равные 59 % и 55 % солнечных соответственно. Температура поверхности составляет около 3820 кельвинов. KOI-254 является первой звездой-красным карликом, у которой был обнаружен горячий юпитер.

## Планетная система
В 2011 году группой астрономов[уточнить] было объявлено об открытии планеты KOI-254 b в этой системе. Учёные пользовались данными, полученными орбитальным телескопом Kepler, которые были выложены в свободный доступ. Планета представляет собой горячий юпитер, т.е. это газовый гигант, имеющий обширную атмосферу и раскалённое ядро, как у Юпитера. Однако из-за близкого расположения к родительской звезде температура планеты столь велика (около 1000 кельвинов), что верхние слои атмосферы могут испаряться в открытый космос. Масса и радиус KOI-254 b равны 50 % и 96 % юпитерианских соответственно. Она обращается по круговой орбите на расстоянии 0,027 а. е. от родительской звезды, совершая полный оборот всего за 2,4 суток.